# Jacques Dumarçay
Jacques Dumarçay, né le 26 juin 1926 à Toul en Meurthe et Moselle et mort le 22 novembre 2020 à Saint-Rémy-lès-Chevreuse, est un architecte issu de l’École des Beaux-arts de Paris dans l’atelier de Georges Labro. Il a exercé en Asie du Sud-Est, en Afghanistan, en Inde au Pakistan et en Indonésie. Mais, l'essentiel de sa carrière s'est déroulée au Cambodge à Angkor avec de l'École française d'Extrême-Orient et en Indonésie sur le temple de Borobudur. À Angkor, de 1964 à 1967, il travaille auprès de Bernard-Philippe Groslier Conservateur d'Angkor qu'ils sont contraints quitter, à leur grand regret, avec la prise de pouvoir des khmers rouges en 1971.
Puis après avoir repris ses études, devenu architecte agréé, un diplôme de l'EHESS et un doctorat à l'université de Paris I, et divers missions en Inde, Jacques Dumarçay repart ensuite sur l'ile de Java pour y étudier le temple de Borobudur. Au départ des khmers rouges du Cambodge, Jacques Dumarçay revient à Angkor pour y accompagner les jeunes futurs conservateurs tels Christophe Pottier et Pascal Royère.

## Biographie
Jacques Dumarçay né le 26 juin 1926 à Toul qui a entrepris des études à l'École des beaux-arts de Paris commence sa carrière en travaillant chez quelques architectes parisiens avant d'avoir l'occasion de partir sur un chantier de fouilles en Afghanistan.
À partir de ce moment, il passera dès lors toute sa carrière en Extrême-orient et mettra sa formation d'architecte au profit d'études et de travaux archéologiques en Asie.
En effet, de 1953 à 1958, Jacques Dumarçay participe aux fouilles de la Mission archéologique des Indes, principalement sur le site de Mundigak, sous la direction de Jean-Marie Casal. Puis, il collabore aux fouilles de la Délégation archéologique française en Afghanistan (DAFA) sur le site de Surkh Kotal site Kouchane situé dans le Nord de l'Afghanistan dans la province de Baghlân , sous la direction de Daniel Schlumberger qui ont lieu entre 1952 et 1963.
Ensuite, de 1958 à 1964, il intervient sur les fouilles de la Mission archéologique des Indes (devenue "de l'Indus"), sur les sites de Amri et Nindowari qui font partie des sites de la civilisation de la vallée de l'Indus au Pakistan, également sous la direction de Jean-Marie Casal .

### La Conservation d'Angkor et l'EFEO
Puis en 1964, Philippe Stern, directeur du musée Guimet et également, secrétaire général de la Mission archéologique des Indes, celui qui protesta énergiquement auprès de Richard Nixon après les attaques américaines sur les temples vietnamiens, lui propose de partir sur la conservation d'Angkor au Cambodge.
Jacques Dumarçay devient ainsi l'assistant de Bernard Philippe Groslier à la Conservation des monuments d'Angkor et devient membre de l'École française d'extrême-orient (EFEO) également en 1964.
En 1967, il reprend alors ses études, obtient son diplôme d'architecte agréé, puis un diplôme de l'EHESS en ayant rédigé la thèse suivante (Le Bayon, histoire architecturale du temple, sous la direction d'André Bareau).
Il s'attaque, en 1971 à un doctorat à l'université Paris-I avec la thèse suivante Charpentes et tuiles khmères, dirigée par Paul Courbin. De plus, Jacques Dumarçay assure temporairement les fonctions de Conservateur des monuments d'Angkor lors des congés de Bernard-Philippe Groslier.

### L'après Angkor
En 1971, après un retour d'une année en France du fait de l'arrivée des khmers rouges au pouvoir au Cambodge, Jacques Dumarçay repart  à Pondichéry pour deux ans jusqu'en 1973, pour y  étudier l'histoire de l'architecture de plusieurs temples (Panamalai, shore temple de Mahabalipuram).
En outre, il participe à la restauration de celui de Darasuram et collabore en particulier pour l'ensemble de ces projets, avec Bruno Dagens et Françoise L'Hernault.
Puis, en 1973, il représente l'EFEO dans le cadre du projet de restauration du temple du Borobudur sur l'ile de Java en Indonésie, temple qu'avait déjà étudié Henri Marchal (1878-1970) lointain prédécesseur à la conservation de Angkor qui y observer la méthode d'anastylose mise au point par Theodoor Van Erp
Jacques Dumarçay prend les fonctions d'assistant du coordinateur du projet de restauration de Borobudur au nom de l'Unesco, César Voûte. Il travaille en étroite relation avec le Professeur Indonésien Roden Soekmono (1922-1997), directeur de l'Institut national d'archéologie de la république d'Indonésie et en particulier de la section archéologique du projet. Rouen Soekmono a consacré sa vie à l'étude du temple de Borobudur. Jacques Dumarçay réside alors à Magelang et rédige un ouvrage sur Borobudur.
Après une retour en France d'une durée  de deux ans, entre 1980 et 1982, Jacques Dumarçay retourne en Indonésie, s'installe à Yogyakarta mais supervise le projet de restauration du Borobudur jusqu'à son achèvement.
Par la suite, il s'attelle à la restauration du Candi Sewu, en collaboration avec le Centre indonésien de recherches archéologiques, jusqu'en 1987. Il a déjà eu l'occasion, en 1976, d'élaborer et de signer le contrat de coopération entre ce Centre et l'EFEO, qui demeure le cadre institutionnel des travaux de l'École en Indonésie.
Ses travaux sur des temples du Cambodge, d'Inde et d'Indonésie donnent lieu à de nombreuses monographies et articles, principalement publiés à l'EFEO. Il rédige également pour la collection « Oxford in Asia » des ouvrages de vulgarisation sur l'architecture de l'Asie du Sud-Est.

### Retour à Angkor 20 ans après
Pourtant rentré en France en 1987, et ayant pris sa retraite en 1991, Jacques Dumarçay retourne sans hésitation pour assumer des missions de restauration à Angkor à la demande du directeur de l'EFEO de l'époque, Léon Vandermeersch pour y reprendre la conservation.
Il accompagne les deux architectes Christophe Pottier et Pascal Royère sur des projets notamment en 1992 avec le projet de restauration du Baphuon qui a besoin d'être remonté et reconsolidé.
Tout au long de sa carrière, Jacques Dumarçay a par ailleurs, rédigé un grand nombre d'ouvrages sur l'architecture archéologique.
Après avoir conduit les gigantesques travaux de restauration de plusieurs temples d'Angkor au Cambodge et celui de Borobudur, à Java. Ce membre de l’École française d’Extrême-Orient depuis 1964, architecte et conservateur d'Angkor au caractère à la fois pugnace, pédagogue et bienveillant, est mort le 22 novembre, à l’âge de 94 ans,. Jacques Dumarçay se joint à la longue lignée de pionniers conservateurs de talent qui ont veillé sur les destinées du site monumental d'Angkor.